# 은둔마왕과 검의 공주
《은둔마왕과 검의 공주》는 비에이가 집필한 대한민국의 라이트 노벨 작품이다. 시드노벨(디앤씨미디어)에서 간행되고 있다. 일러스트는 Lpip이 담당하고 있다.

## 등장 인물
마왕
본작의 주인공. 엘레바도의 국경지대의 외딴 산성에 거주하는 마왕. 나이는 약 400세이다. 이름은 자신조차 모른다.
키이리 윈즈
성우 - 김현심
윈즈국의 공주. 세계 제일의 검사. 마왕을 좋아한다.
가로 가론
성우 - 배정미
키이리 윈즈를 동경하는 여기사.
아스테리아
성우 - 박신희
가로 가론의 소꿉친구이다.
요나 마리온
성우 - 이소은
첫 등장 : 3권
후에 마왕을 주인으로 섬기게 된다.
시나 타마
첫 등장 : 3권
다른 악마들과 연결시켜주는 악마중개사를 직업으로 하고 있다.
현령
첫 등장 : 4권
키이리 윈즈의 실제적 검술 스승이다.
슈바르츠 린든
첫 등장 : 4권
애칭 : 슈바
키이리 윈즈의 이론적 검술 스승이다.

## 단행본 목록
- 《은둔마왕과 검의 공주 1》, 2015-11-01, ISBN 9791195639649
- 《은둔마왕과 검의 공주 2》, 2016-03-01, ISBN 9791186958360
- 《은둔마왕과 검의 공주 3》, 2016-07-01, ISBN 9791186958629
- 《은둔마왕과 검의 공주 4》, 2016-11-01, ISBN 9791186958841
- 《은둔마왕과 검의 공주 5》, 2017-03-01, ISBN 9791186958957